# فنلاند در المپیک تابستانی ۱۹۶۸

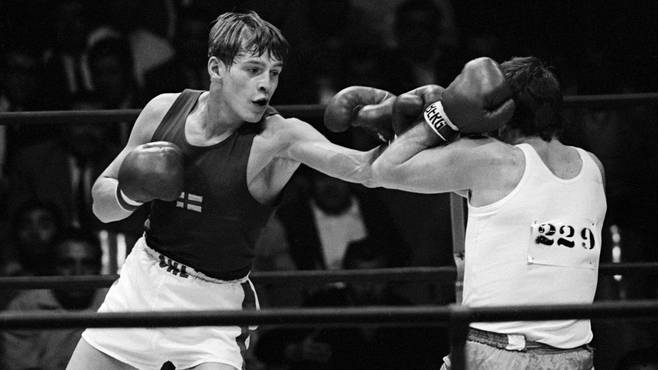
مسابقه بوکس آرتو نیلسون از فنلاند در برابر جرزی کولِی از لهستان در المپیک تابستانی ۱۹۶۸ مکزیک

فنلاند در بازی‌های المپیک تابستانی ۱۹۶۸ که در شهر مکزیکو سیتی مکزیک برگزار شد، کاروان فنلاند با ۶۶ ورزشکار در این رقابت‌ها شرکت کرد و موفق به کسب ۴ مدال (۱ طلا، ۲ نقره، ۱ برنز) شد. در جدول رتبه‌بندی توزیع مدال‌ها، فنلاند در ردهٔ ۲۴ مسابقات قرار گرفت.